# Випс Милгејт (Кентаки)
Випс Милгејт (енгл. Whipps Millgate) град је у америчкој савезној држави Кентаки.

## Демографија
По попису из 2000. године број становника је 415.
| Група             | 2000.       | 2010.    |
| Белци             | 353 (85,1%) | 0 (0,0%) |
| Афроамериканци    | 41 (9,9%)   | 0 (0,0%) |
| Азијати           | 11 (2,7%)   | 0 (0,0%) |
| Хиспаноамериканци | 5 (1,2%)    | 0 (0,0%) |
| Укупно            | 415         | 0        |